# Sjoerd Warmerdam
Sjoerd Warmerdam (Den Haag, 13 augustus 1987) is een Nederlands voormalig politicus.

## Levensloop
Warmerdam volgde het gymnasium aan het Gymnasium Haganum in Den Haag van 1999 tot 2005. Hij studeerde culturele antropologie en ontwikkelingsstudies (BSc) en sociale wetenschappen (MSc) aan de Universiteit van Amsterdam van 2005 tot 2012. Van 2014 tot 2019 werkte hij bij het ministerie van Onderwijs, Cultuur en Wetenschap aan genderdiversiteit en gelijke behandeling; van 2019 tot 2020 als teamleider klimaat en energie bij de Rijksdienst voor Ondernemend Nederland; en van juli 2020 tot januari 2022 bij het ministerie van Volksgezondheid, Welzijn en Sport in de functie van adjunct-directeur ESTT (Eenheid Secretariaten Tuchtcolleges en Toetsingscommissies).
Op 31 maart 2021 werd Warmerdam lid van de gemeenteraad van Amsterdam namens D66. Hij stelde zich niet opnieuw kandidaat bij de gemeenteraadsverkiezingen 2022 en verliet de gemeenteraad op 23 maart 2022.
Bij de verkiezingen voor de Tweede Kamer in 2021 stond Warmerdam op de 29e plaats van de kandidatenlijst van D66, wat niet voldoende was om direct gekozen te worden. Op 18 januari 2022 werd hij geïnstalleerd als lid van de Tweede Kamer in een tijdelijke waarneming tot en met 15 februari 2022 in verband met het ziekteverlof van Rens Raemakers.
Na zijn kortstondige lidmaatschap van de Tweede Kamer werd Warmerdam programmadirecteur bij het ministerie van Sociale Zaken en Werkgelegenheid.
Op 7 juni 2023 werd Warmerdam opnieuw benoemd tot lid van de Tweede Kamer na het vertrek van Paul van Meenen, die was verkozen als lid van de Eerste Kamer. Bij de verkiezingen in november dat jaar stond hij op plaats 18 van de kandidatenlijst van D66; hij werd niet herkozen. Op 5 december 2023 nam hij afscheid van de Tweede Kamer.

## Privé
Sjoerd Warmerdam woont samen en heeft één zoon.
- Parlement.com: vljojlhlikxm